# Таязура рудогуза
Таязу́ра рудогуза (Neomorphus geoffroyi) — вид зозулеподібних птахів родини зозулевих (Cuculidae). Мешкає в Центральній і Південній Америці. Вид названий на честь французького натураліста Етьєна Жоффруа Сент-Ілера.

## Опис
Довжина птаха становить 45-51 см, вага 350 г. Виду не притаманний статевий диморфізм. Голова коричнева, на тімені помітний зеленувато-коричневий чуб. Верхня частина тіла і крила коричневі або оливково-коричневі з фіолетовим відблиском. Хвіст чорний з фіолетовим або зеленуватим відблиском. Нижня частина тіла сірувато-коричнева, живіт коричневий, боки тьмяно-руді. На грудях помітна чорна смуга. Райдужки жовті, червоні або карі, навколо очей плями голої сизої шкіри. Дзьоб вигнутий, тьмяно-жовтувато-зелений, біля основи сірий.

## Підвиди
Виділяють шість підвидів:

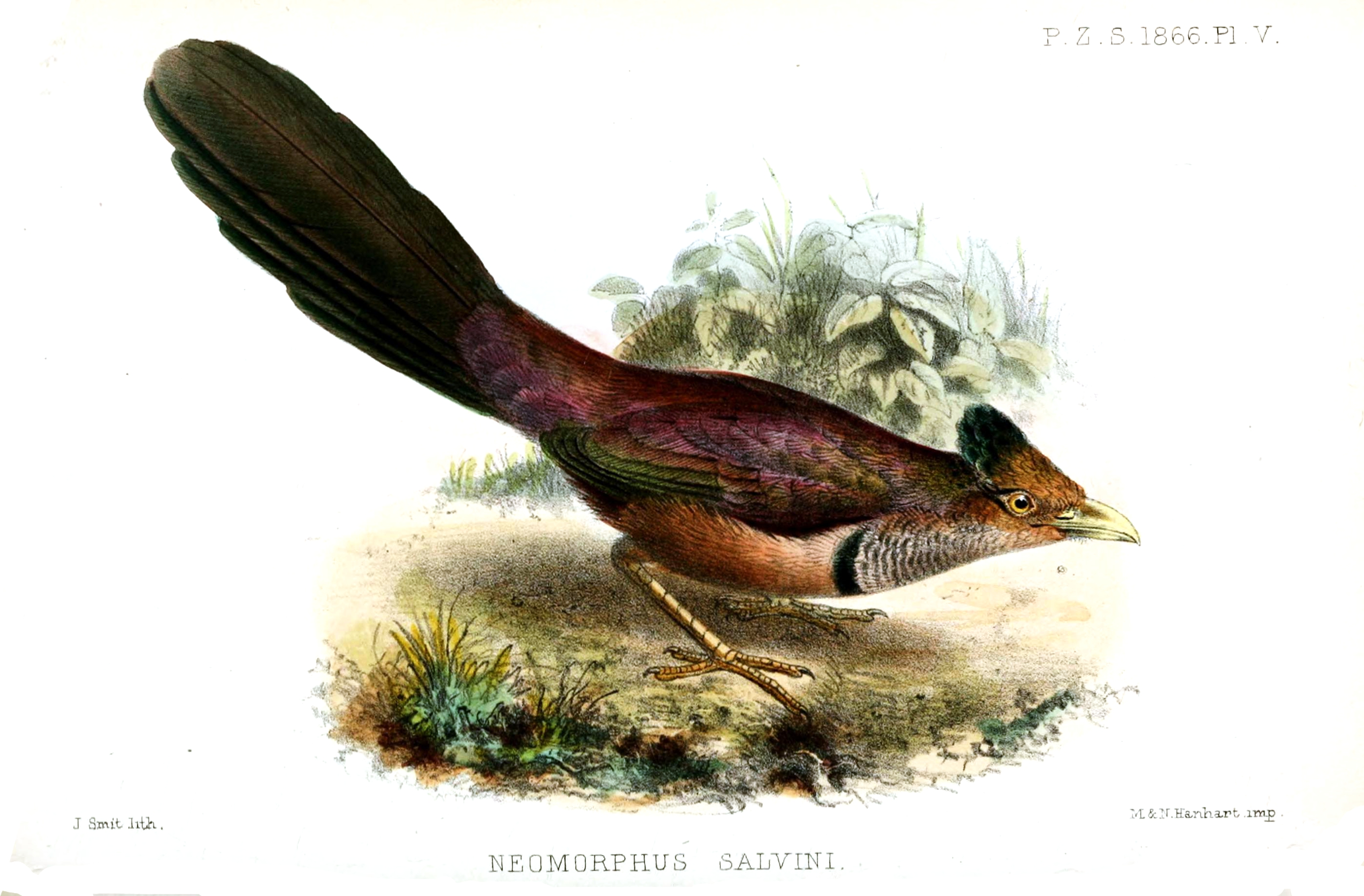
Рудогуза таязура

- N. g. salvini Sclater, PL, 1866 — від Нікарагуа до західної Колумбії;
- N. g. aequatorialis Chapman, 1923 — від південно-східної Колумбії до східного Еквадору і північного Перу;
- N. g. australis Carriker, 1935 — південь Перу і північний захід Болівії;
- N. g. amazonicus Pinto, 1964 — Бразильська Амазонія (на південь від Амазонки, в штатах Пара, Рондонія, Мату-Гросу і Мараньян);
- N. g. geoffroyi (Temminck, 1820) — східна Бразилія (узбережжя Баїї)[6];
- N. g. dulcis Snethlage, E, 1927 — південно-східна Бразилія (узбережжя Ріо-де-Жанейро).

Тапайоська таязура раніше вважалася підвидом рудогузої таязури, однак була визнана окремим видом.

## Поширення і екологія
Рудогузі таязури мешкають в Нікарагуа, Коста-Риці, Панамі, Колумбії, Еквадорі, Перу, Болівії і Бразилії. Вони живуть у вологих рівнинних тропічних лісах, зокрема в амазонійській сельві терра-фірме та в атлантичних лісах. Віддають перевагу первинним лісам. Зустрічаються поодинці або парами, переважно в низовинах та в передгір'ях, в Центральній Америці на висоті до 1450 м над рівнем моря, в Болівії на висоті до 1650 м над рівнем моря. Ведуть переважно наземний спосіб життя. 

## Поведінка
Рудогузі таязури живляться комахами, павуками, багатоніжками, скорпіонами та іншими членистоногими, яких шукають на землі, а також дрібними земноводними, ящірками і птахами, іноді також плодами. Рудогузі таязури слідкують за кочовими мурахами, пекарі, саймірі або капуцинами і ловлять сполоханих комах, іноді приєднуються до змішаних зграй птахів разом з шапу і сорокушовими.
Рудогузі таязури не практикують гніздовий паразитизм. Вони гніздяться в заростях, на висоті від 2 до 5 м над землею. Гніздо встелюється свіжим листям, яке посітйно оновлюється під час інкубації. В кладці одне яйце.

## Збереження
МСОП класифікує цей вид як вразливий. За оцінками дослідників, популяція рудогузих таязур становить від 95 до 191 тисяч птахів. Їм загрожує знищення природного середовища. Підвиди N. g. geoffroyi і N. g. dulcis майже повністю вимерли.